# Zadworce (Litwa)
Zadworce (lit. Užudvaris) – wieś na Litwie, w okręgu wileńskim, w rejonie wileńskim, w gminie Rukojnie, przy drodze magistralnej A3.

## Historia
Pod zaborami i w II Rzeczypospolitej zaścianek. W XIX i w początkach XX w. położone były w Rosji, w guberni wileńskiej, w powiecie wileńskim, w gminie Rukojnie. Po I wojnie światowej pod administracją polską, w Zarządzie Cywilnym Ziem Wschodnich. W latach 1920–1922 w składzie Litwy Środkowej.
Od 11 kwietnia 1922 leżały w Polsce, w województwie wileńskim, w powiecie wileńsko-trockim, do 1 kwietnia 1927 w gminie Rukojnie, następnie w gminie Rudomino. W 1931 miejscowość liczyła 68 mieszkańców, zamieszkałych w 14 budynkach.
Po II wojnie światowej w granicach Związku Sowieckiego. Od 1991 na niepodległej Litwie.